# Monomitopus malispinosus
Monomitopus malispinosus är en fiskart som först beskrevs av Garman, 1899.  Monomitopus malispinosus ingår i släktet Monomitopus och familjen Ophidiidae. Inga underarter finns listade i Catalogue of Life.